# Natural History Museum of Los Angeles County
Dit overzicht is mogelijk incompleet; u kunt helpen door het uit te breiden.
Het Natural History Museum of Los Angeles County is een natuurhistorisch museum in Los Angeles (Californië). Het museum is het grootste in zijn soort in het westen van de Verenigde Staten. De collectie omvat 35 miljoen specimens en artefacten en bestrijkt 4,5 miljard jaar geschiedenis. De collectie is veel ruimer dan wat tentoongesteld wordt, en omvat vele wetenschappelijke collecties die binnen en buiten het museum bewaard worden.
Het museum, gelegen in het Exposition Park, grenst aan de campus van de University of Southern California. Het werd daar opgericht in 1913 als Museum of History, Science, and Art. Het museumgebouw is opgenomen in het National Register of Historic Places. In 1961 splitste het Los Angeles County Museum of Art af van het Los Angeles County Museum of Natural History en beide musea gingen elk hun eigen weg.
De meest bezochte onderdelen van de vaste collectie zijn de opstellingen rond dierlijke habitats, dinosauriërs en precolumbiaanse culturen.